# Lema de Rasiowa-Sikorski
En teoria axiomàtica de conjunts, el lema Rasiowa-Sikorski, que porta el nom d'Helena Rasiowa i Roman Sikorski, és un dels resultats més fonamentals utilitzats en teoria de forcing.
Donat un conjunt parcialment ordenat {\displaystyle (\mathbb {P} ,\leq )}, un subconjunt {\displaystyle D} de {\displaystyle \mathbb {P} } s'anomena dens en {\displaystyle \mathbb {P} } si per a qualsevol {\displaystyle p\in \mathbb {P} } hi ha {\displaystyle d\in D} tal que {\displaystyle d\leq p}. Si {\displaystyle {\mathcal {D}}} és una col·lecció de subconjunts densos de {\displaystyle \mathbb {P} }, aleshores un filtre {\displaystyle G} en {\displaystyle \mathbb {P} } s'anomena {\displaystyle {\mathcal {D}}}-genèric si {\displaystyle G\cap D\neq \emptyset } per a tot {\displaystyle D\in {\mathcal {D}}}.

## Enunciat
Sigui {\displaystyle (\mathbb {P} ,\leq )} un conjunt parcialment ordenat i {\displaystyle p\in \mathbb {P} }. Llavors per a tota col·lecció numerable {\displaystyle {\mathcal {D}}} de subconjunts densos de {\displaystyle \mathbb {P} }, existeix un filtre {\displaystyle {\mathcal {D}}}-genèric {\displaystyle G} en {\displaystyle \mathbb {P} } tal que {\displaystyle p\in G}.

## Demostració
Donada {\displaystyle p\in \mathbb {P} }, considerem una enumeració {\displaystyle \{D_{n}:n\in \mathbb {N} \}} de {\displaystyle {\mathcal {D}}}. Suposem que {\displaystyle p_{0}=p}. Llavors, per a tota {\displaystyle n\in \mathbb {N} }, per densitat, podem trobar {\displaystyle p_{n+1}\leq p_{n}} tal que {\displaystyle p_{n+1}\in D_{n+1}}. El conjunt {\textstyle G=\{q\in \mathbb {P} :q\geq p_{n}{\text{ per a alguna }}n\in \mathbb {N} \}} és un filtre {\displaystyle {\mathcal {D}}}-genèric en {\displaystyle \mathbb {P} } tal que {\displaystyle p\in G}.